# Olin Carter III
Olin Carter III (Allen (Texas), 12 de noviembre de 1996) es un jugador de baloncesto estadounidense. Juega de escolta y pertenece a la plantilla de los Valley Suns  de la NBA G League.

## Carrera deportiva
Es un jugador que puede alternar las posiciones de base y escolta, jugó para Allen en la High School y en su último curso promedió 19,7 puntos, 4,5 rebotes y 4,1 asistencias, anotando el 50% de sus lanzamientos y el 39% de sus triples. Estos números le valieron para ser el MVP en su distrito y entrar en el mejor quinteto de su región. Algo que sin duda llamó la atención de San Diego Toreros.
Olin Carter III se formó durante 4 temporadas en los San Diego Toreros de la NCAA 1 (de 2015 a 2019), en la última temporada universitaria anotó 14.8 puntos por partido, a los que sumaría 2.9 rebotes y 1.3 asistencias en los casi 34 minutos de media por encuentro.
En la temporada 2019-20 llega a España en lo que sería su primera temporada como profesional para reforzar al Levitec Huesca para disputar la Liga LEB Oro.
El 9 de noviembre de 2020, tras disputar 3 partidos en Liga LEB Oro, abandona el conjunto oscense para regresar a Estados Unidos.
En 2021, se compromete con el KK Napredak JKP de la Liga Serbia de Baloncesto, con el que disputa 11 partidos.
En la temporada 2021-22, firma con el Texas Legends de la NBA G League.